# Венцке, Фридхельм
Фри́дхельм Ве́нцке (нем. Friedhelm Wentzke; 13 сентября 1935, Кастроп-Рауксель) — немецкий гребец-байдарочник, выступал за сборные ФРГ и Объединённой Германии в первой половине 1960-х годов. Чемпион летних Олимпийских игр в Риме, серебряный призёр Олимпийских игр в Токио, чемпион Европы, победитель многих регат национального и международного значения.

## Биография
Фридхельм Венцке родился 13 сентября 1935 года в городе Кастроп-Рауксель. Активно заниматься греблей начал в возрасте семнадцати лет в местной спортивной секции, некоторое время проходил подготовку в Дортмунде, позже переехал на постоянное жительство в Дуйсбург и присоединился к спортивному клубу «Айнтрахт».
Первого серьёзного успеха на взрослом международном уровне добился в сезоне 1960 года, когда попал в основной состав национальной сборной ФРГ по гребле и благодаря череде удачных выступлений удостоился права защищать честь страны на летних Олимпийских играх 1960 года в Риме, где представлял так называемую Объединённую германскую команду, собранную из спортсменов ФРГ и ГДР. Совместно с такими гребцами как Дитер Краузе, Пауль Ланге и Гюнтер Перлеберг одержал победу в эстафете байдарок-одиночек 4 × 500 м и завоевал тем самым золотую олимпийскую медаль.
Став олимпийским чемпионом, Венцке остался в основном составе западногерманской национальной сборной и продолжил принимать участие в крупнейших международных регатах. Так, в 1961 году он выступил на европейском первенстве в польской Познани, обогнал здесь всех своих соперников в программе эстафеты и получил награду золотого достоинства. Будучи одним из лидеров гребной команды ФРГ, благополучно отобрался в состав Объединённой германской команды для участия в Олимпийских играх 1964 года в Токио. На сей раз стартовал в зачёте четырёхместных байдарок на дистанции 1000 метров вместе с партнёрами Бернхардом Шульце, Гюнтером Перлебергом и Хольгером Цандером — они легко квалифицировались на предварительном этапе и с первого места прошли полуфинальную стадию, однако в решающем заезде финишировали вторыми, уступив советскому экипажу Николая Чужикова, Анатолия Гришина, Вячеслава Ионова и Владимира Морозова, и вынуждены были довольствоваться серебряными олимпийскими наградами.
Последний раз Фридхельм Венцке показал сколько-нибудь значимый результат на международной арене в сезоне 1965 года, когда побывал на чемпионате Европы в Бухаресте и привёз оттуда награду серебряного достоинства, выигранную в эстафете 4 × 500 м. Впоследствии оставался действующим спортсменом вплоть до 1966 года, получал медали в зачёте национальных первенств, однако в крупных международных турнирах больше не участвовал.